# Huáscar (Piura)
Huáscar es un caserío peruano ubicado en el distrito de Tambogrande, perteneciente a la provincia y departamento de Piura, al norte del Perú. 

## Ubicación
Huáscar se ubica al norte de la provincia de Piura, en el distrito de Tambogrande, en el departamento de Piura.

## Demografía
En 2017 Huáscar tenía una población de 242 habitantes.
| Gráfica de evolución demográfica de Huáscar entre 1993 y 2017 |
|                                                               |
| Fuentes: Población 1993 y 2017                                |